# Prolene

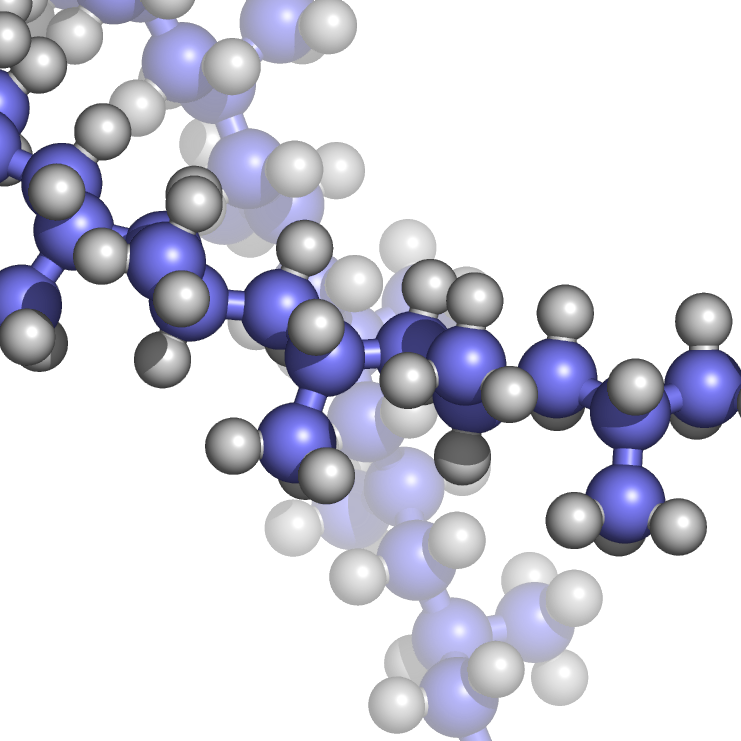
Un model de boles i pals del polipropilè.

El Prolene (polipropilè), és una marca registrada i fabricada per Ethicon S.A, és una sutura quirúrgica sintètica, no reabsorbible. Està indicada per al tancament cutani i en general, aproximació i lligadura de teixits tous. Els seus avantatges són una alta força de tensió, una mínima reacció tissular, i permet una retirada fàcil dels teixits. Els inconvenients inclouen alta plasticitat, alt preu i major dificultat d'ús que les sutures habituals de nylon.

## Característiques
És un esteorímer cristal·lí isotàctic d'un polímer carbohidrat lineal que no conté gairebé saturació. A causa d'això és molt més flexible que altres sutures i de fàcil maneig. És inert, no es degrada i reté una alta força tensil a nivell tissular. Útil en cirurgia cardiovascular, gastrointestinal, plàstica i ortopèdica, així com en el tancament subdèrmic de ferides. Quan hi ha infecció no s'involucra en el procés, per la qual cosa es pot utilitzar reeixidament en ferides contaminades.
Està compost d'un esteroisómer isotàctic de polipropilè, les sutures de prolene estan dissenyades per ser molt duradores. Estan tenyides de blau per permetre una visualització fàcil enfront de la pell i durant la intervenció. Està compost d'un únic filament.

## Usos
El prolene s'usa habitualment tant en humans com en veterinària per al tancament cutani. En Medicina s'utilitza en cirurgia cardiovascular, oftalmologia i procediments neurològics. S'utilitza sovint en conjunció amb la sutura absorbible Monocryl. El Prolene tant per a ús en humans com en veterinària, és fabricat per Ethicon S.A., una subsidiària de Johnson & Johnson.
Hi ha també una malla quirúrgica, feta a base de Prolene, que la fabrica Ethicon sota el nom de Proceed, que s'utilitza per a la reparació d'hèrnies i altres lesions fascials.